# Xysticus pigrides
Xysticus pigrides là một loài nhện trong họ Thomisidae.
Loài này thuộc chi Xysticus. Xysticus pigrides được Cândido Firmino de Mello-Leitão miêu tả năm 1929.